# Christian Eriksen
Christian Dannemann Eriksen (pronunciación en danés: /ˈkʰʁestjæn ˈe̝ːʁeksn̩/; Middelfart, 14 de febrero de 1992) es un futbolista danés que juega de centrocampista y se encuentra sin equipo tras abandonar el Manchester United F. C.

## Trayectoria

### Primeros años de carrera en Middelfart y Odense
Nacido en Middelfart (Dinamarca), Eriksen siguió los pasos de su padre Thomas cuando empezó a jugar al fútbol en la academia del equipo local, el Middelfart G&BK. El padre de Eriksen era también uno de los entrenadores de la época y, en 2004, ayudaron al equipo juvenil a terminar invicto en el campeonato juvenil local por tercera vez en un periodo de cuatro años. Al año siguiente, se incorporó al Odense BK, que competía en el campeonato juvenil danés y, en un año, había ayudado al club a conseguir un título de la categoría de edad. Fue en el Odense donde Eriksen empezó a dar muestras de su capacidad técnica, y su técnica de regate y lanzamiento de faltas fue alabada por el entonces entrenador, Tonny Hermansen. Su rendimiento en las categorías inferiores atrajo la atención de varios clubes europeos importantes, como el Chelsea y el Barcelona. Eriksen acabó sometiéndose a pruebas en ambos clubes, así como en el Real Madrid, el Manchester United y el Milán, pero finalmente decidió fichar por el Ajax, declarando: "Mi primer paso no debía ser demasiado grande. Sabía que jugar en Países Bajos sería muy bueno para mi desarrollo. Entonces llegó el Ajax y fue una opción fantástica".

### Ajax de Ámsterdam

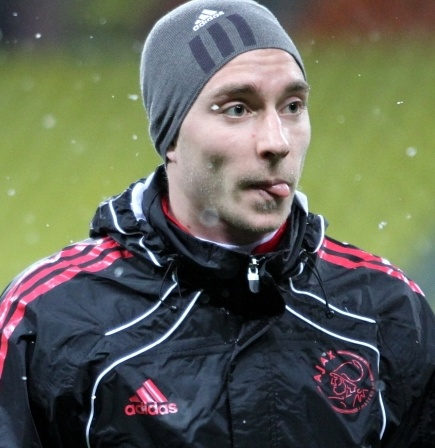
Eriksen con el Ajax en 2011

El 17 de octubre de 2008, Eriksen firmó un contrato de dos años y medio con el Ajax de Ámsterdam. La tarifa de transferencia recibida por el OB se estimó en 1 millón de euros (847,199 libras esterlinas), mientras que Middelfart también recibió una suma de 35,000 euros que posteriormente utilizó para construir un campo de fútbol. Pasó por las categorías inferiores del Ajax y en enero de 2010 fue promovido al primer equipo, donde recibió el número 51. Ese mismo mes, debutó con el primer equipo en un partido de la Eredivisie contra el NAC Breda (1-1). Marcó su primer gol con el Ajax el 25 de marzo en la victoria por 6-0 contra el Go Ahead Eagles en la Copa de los Países Bajos y al mes siguiente amplió su contrato con el club. El 6 de mayo jugó el segundo partido de la final de la Copa de Países Bajos 2009-10, en el que el Ajax se impuso al Feyenoord por 4-1, con un resultado global de 6-1. Al final de su primera temporada profesional en el club, Eriksen había jugado 21 partidos oficiales, marcando un gol, y había debutado con la selección de Dinamarca. El estado de forma de Eriksen a lo largo de la campaña le valió los elogios del seleccionador Martin Jol, que lo comparó con los antiguos canteranos Wesley Sneijder y Rafael van der Vaart, así como con la leyenda danesa Michael Laudrup, por su lectura del juego en el tradicional papel de número 10.
Eriksen se hizo con el dorsal número ocho de cara a la siguiente campaña y comenzó bien la temporada 2010-11, marcando su primer gol en la liga del Ajax el 29 de agosto de 2010 en una victoria a domicilio contra el De Graafschap. En el transcurso de los meses siguientes, marcó su primer gol en casa en el Amsterdam Arena, en una victoria por 3-0 en la Copa contra el SC Veendam, y su primer gol en Europa, en una victoria por 3-0 en la Liga Europa de la UEFA contra el Anderlecht. Entre tanto hito goleador, Eriksen también fue nombrado Talento Danés del Año. Sus crecientes capacidades como creador de juego del equipo le convirtieron en titular indiscutible del equipo y ayudó al Ajax a conseguir su primer título de la Eredivisie en siete años. Al final de la temporada fue nombrado Talento del Año del Ajax. Su estado de forma a lo largo de la campaña también le valió el premio al Futbolista del año en los Países Bajos, que le convirtió en el segundo jugador danés en ganar el premio desde Jon Dahl Tomasson en 1996. Johan Cruyff, cuyo jurado seleccionó a Eriksen para el premio, describió a Eriksen como un producto típico de la escuela danesa y se sumó a las comparaciones anteriores entre él y Brian y Michael Laudrup".

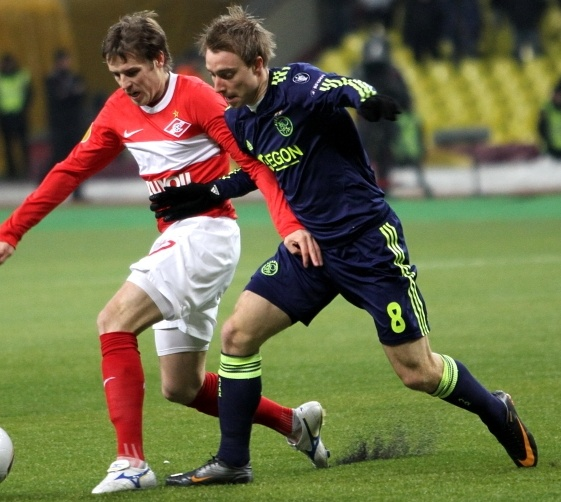
Eriksen (derecha) jugando con el Ajax en 2011

El 18 de octubre de 2011, Eriksen marcó su primer gol en la Liga de Campeones de la UEFA cuando el Ajax venció al Dinamo Zagreb por 2-0 en la fase de grupos. Al mes siguiente, en el partido de vuelta, asistió a sus compañeros Gregory van der Wiel y Siem de Jong en la victoria por 4-0 del Ajax. Cinco días más tarde fue nombrado Jugador Danés del Año en reconocimiento a su papel en la consecución del título de liga del Ajax la temporada anterior y en la exitosa campaña de clasificación de Dinamarca para la Eurocopa 2012. Eriksen siguió impresionando con el Ajax y su gran contribución, tanto en términos de goles como de asistencias, ayudó al club a conseguir su segundo título de liga consecutivo.
Eriksen y el Ajax repitieron la hazaña en la temporada 2012-13, tras la cual optó por no renovar su contrato con el club. Cuando solo le quedaba un año de contrato, Eriksen pudo buscar un nuevo club y llegó a un acuerdo con el Tottenham Hotspur de Inglaterra. Eriksen deja el Ajax tras haber disputado 162 partidos en todas las competiciones y haber marcado 32 goles. Además de sus éxitos en la liga, había participado en tres ediciones consecutivas de la Supercopa de los Países Bajos, que el Ajax ganó en una ocasión.

### Tottenham Hotspur
El 30 de agosto de 2013, el Tottenham Hotspur de la Premier League anunció que había completado el traspaso de Eriksen desde el Ajax en un acuerdo que se cree que está valorado en 11 millones de libras (12.45 millones de euros). Eriksen se incorporó al club el mismo día que Erik Lamela, procedente de la Roma, y Vlad Chiricheș, procedente del Steaua de Bucurest, y elevó el gasto total del club en la ventana de transferencias de verano de 2013 a 109.5 millones de libras. Debutó en la liga contra el Norwich City el 14 de septiembre de 2013 y dio una asistencia a Gylfi Sigurðsson en la victoria por 2-0. Tras el partido, el entrenador de los Spurs, André Villas-Boas, comentó: "Fue un gran debut para Christian, es un número 10 puro, un jugador creativo y su calidad individual marcó la diferencia".

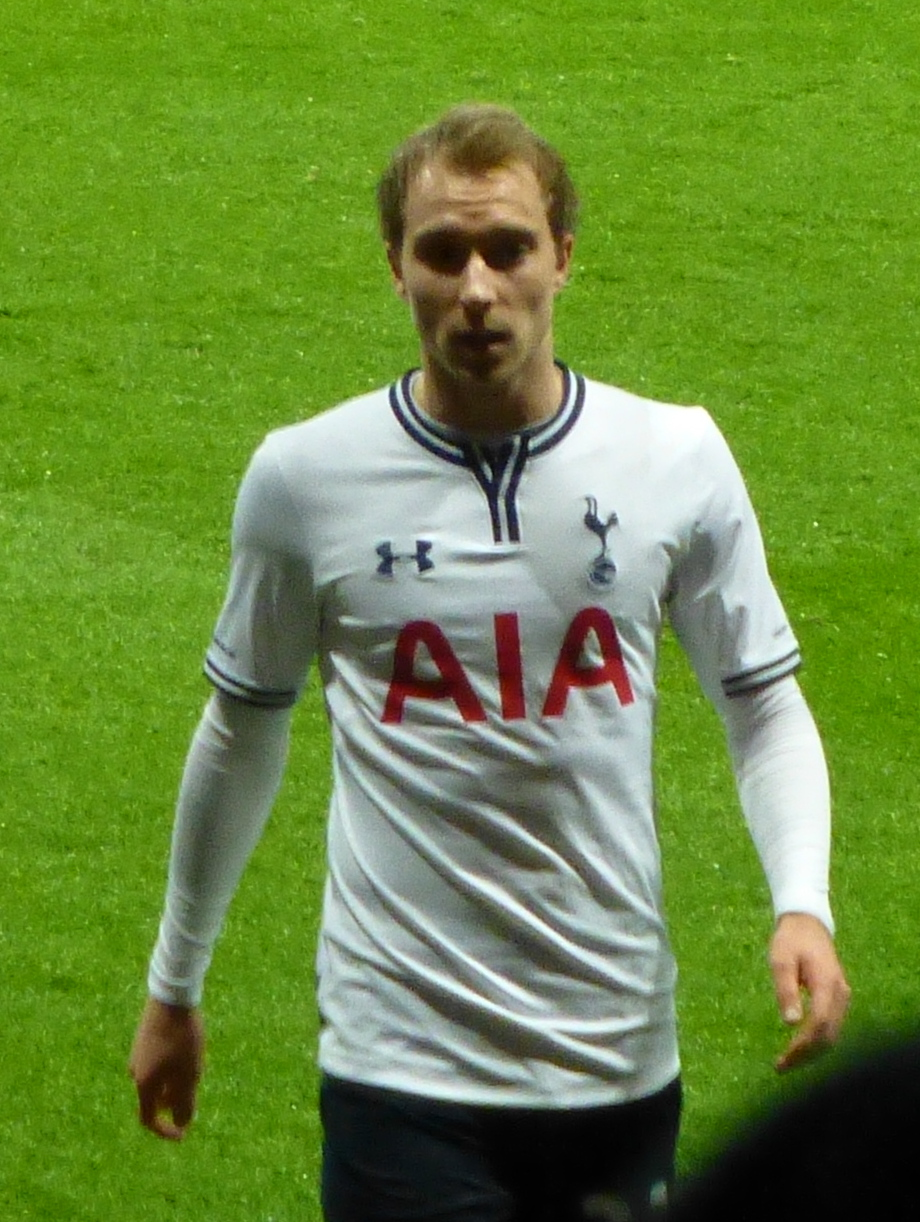
Eriksen jugando con el Tottenham Hotspur en 2014

Cinco días más tarde, Eriksen "enganchó un maravilloso remate" por encima del portero para marcar su primer gol con el Tottenham y completar la victoria por 3-0 sobre el Tromsø IL en la Liga Europa de la UEFA. Aumentó su cuenta de goles en el Tottenham con un gol de falta en el empate 1-1 contra el West Bromwich en el Boxing Day de 2013, y el segundo gol en la victoria a domicilio de los Spurs por 1-2 contra el Manchester United el 1 de enero de 2014. El 23 de marzo, después de que los goles de Jay Rodriguez y Adam Lallana dieran al Southampton una ventaja de 2-0 contra el Tottenham en ek White Hart Lane, Eriksen marcó dos goles para igualar el marcador y asistió a Sigurðsson para que marcara el gol de la victoria. El 12 de abril de 2014 continuó con su racha goleadora al marcar el gol del empate en el tiempo de descuento que permitió al Tottenham remontar un 3-0 en contra y empatar 3-3 en el campo del West Bromwich. Al final de la temporada, había marcado diez goles y dado 13 asistencias en todas las competiciones, ganó el premio al Mejor Jugador del Año en Dinamarca y fue nombrado mejor jugador de la temporada del Tottenham.
Antes de la temporada 2014-15, el Tottenham nombró a Mauricio Pochettino como nuevo entrenador del club tras el infructuoso periodo bajo la dirección de Villas-Boas y el entrenador interino Tim Sherwood. Entre noviembre y diciembre de 2014, Eriksen marcó los últimos goles contra el Aston Villa, el Hull City y el Swansea City, y atribuyó al técnico argentino el mérito de haber mejorado la forma física del equipo. Al final del año natural, Eriksen había marcado 12 goles en jugada abierta, más que cualquier otro jugador en Inglaterra, y poco después recibió su segundo premio consecutivo de Futbolista Danés del Año. El 28 de enero de 2015, Eriksen marcó dos goles en la victoria por 2-2 (3-2 en el global) contra el Sheffield United para que el Tottenham pasara a la final de la Copa de la Liga. Su primer gol, un tiro libre enroscado desde 30 metros, fue elogiado posteriormente por los ex profesionales Michael Owen y Gary Neville. La final, disputada contra su rival londinense, el Chelsea, tuvo lugar el 1 de marzo y se saldó con una derrota del Tottenham por 2-0. Eriksen completó la campaña 2014-15 habiendo participado en todos los partidos de la Premier League para Mauricio Pochettino, siendo titular en todos los partidos menos en uno, y marcando 12 goles en todas las competiciones.
El 9 de junio de 2015, en medio de las especulaciones que apuntaban a su fichaje por el Manchester United, Eriksen confirmó a los medios de comunicación daneses, mientras se encontraba de viaje con su selección, que se quedaría en el Tottenham en un futuro próximo y fue citado diciendo: "Me siento como en casa en el Tottenham y todavía no he pensado en irme". De hecho, se quedó en el club y marcó sus primeros goles de la temporada en octubre, con dos lanzamientos de falta en el empate a dos con el Swansea. En enero de 2016, Eriksen volvió a ser nombrado futbolista danés del año. Con ello se convirtió en el primer jugador de la historia en ganar el premio en tres años consecutivos. Al final, marcó 6 goles y dio 13 asistencias para que el Tottenham terminara la temporada de liga en tercer lugar, clasificándose así para la campaña de la Liga de Campeones de la temporada siguiente.

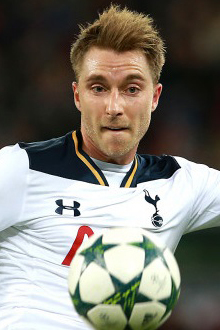
Eriksen jugando con el Tottenham Hotspur en 2016

De cara a la siguiente temporada, Eriksen firmó un nuevo contrato de larga duración con el Tottenham y volvió a brillar con el club, marcando ocho goles y dando otras 15 asistencias, con lo que el equipo terminó la campaña de liga como subcampeón por detrás del campeón, el Chelsea. La cifra de asistencias de Eriksen sólo fue superada por la de Kevin De Bruyne, del Manchester City, que dio 18 goles en la temporada. Eriksen también registró el mayor número de asistencias en la FA Cup y más tarde ganó el premio al Mejor Jugador de la Temporada del Tottenham, reclamando el premio por segunda vez después de ganarlo previamente en su temporada de debut con el club.
Eriksen batió el récord de goles de un jugador danés en la Premier League cuando marcó su 33º gol en la victoria por 3-2 ante el West Ham el 23 de septiembre de 2017, superando el récord que hasta entonces ostentaba Nicklas Bendtner. El 9 de diciembre, disputó el partido número 200 de su carrera con el Tottenham y lo celebró con un gol en la victoria por 5-1 sobre el Stoke City en la Premier League. Al mes siguiente, marcó su gol número 50 con el club cuando anotó a los 11 segundos en la victoria por 2-0 en la liga contra el Manchester United. El gol de Eriksen fue el tercero más rápido de la era de la Premier League, sólo superado por Alan Shearer y el excapitán de los Spurs Ledley King. El 17 de marzo de 2018, Eriksen marcó dos goles en un partido de la FA Cup contra el Swansea para enviar a los Spurs a la semifinal por segunda temporada consecutiva. El 1 de abril, Eriksen marcó un gol de 25 metros en el partido fuera de casa contra el Chelsea, ayudando al Tottenham a conseguir su primera victoria en 28 años en Stamford Bridge en un partido que terminó 3-1. Ese mismo mes, en el partido de vuelta contra el Stoke, Eriksen marcó dos goles que dieron la victoria al Tottenham por 2-1. Sin embargo, tras el partido, su compañero Harry Kane, que aspiraba a la Bota de Oro de la temporada, afirmó haber dado el último toque al balón en el segundo gol. El Tottenham apeló al jurado de la Premier League, que estuvo de acuerdo en que el balón tocó el hombro de Kane y le concedió el gol. El 14 de abril, Eriksen fue incluido por primera vez en el Equipo del Año de la PFA, junto a sus compañeros Kane y Jan Vertonghen.
En la temporada 2018-19, Eriksen marcó su primer gol de la temporada en un partido a domicilio de la Liga de Campeones contra el Inter de Milán. El partido terminó con una derrota por 2-1 para el Tottenham, pero en el partido en casa contra el Inter, Eriksen volvió a marcar el único gol del partido, dando al Tottenham una victoria por 1-0. Anotó su primer gol de la temporada en la Premier League el 15 de diciembre de 2018 en el partido en casa contra el Burnley, un gol en los últimos minutos que dio la victoria al Tottenham por 1-0. El 31 de marzo, durante la derrota por 2-1 ante el Liverpool, se convirtió en el segundo jugador, después de David Beckham, en registrar más de 10 asistencias en cuatro temporadas consecutivas de la Premier League. Tres días más tarde, con motivo de su partido número 200 en la Premier League, asistió a Son Heung-min para que marcara el primer gol de la historia en el nuevo Tottenham Hotspur Stadium, antes de marcar un gol propio en la victoria por 2-0 sobre el Crystal Palace. El 23 de abril, marcó el gol de la victoria contra el Brighton & Hove Albion (1-0). Posteriormente, Eriksen jugó la final de la Liga de Campeones 2019, que se saldó con una derrota del Tottenham por 2-0 ante el Liverpool.

### Inter de Milán
El 28 de enero de 2020, cuando su contrato con el Tottenham expiraba en seis meses, Eriksen firmó un contrato de cuatro años y medio con el Inter de Milán, de la Serie A, que le reportaría 10 millones de euros por temporada. Debutó en el club al día siguiente, sustituyendo a Alexis Sánchez en la segunda parte de la victoria por 2-1 en casa contra la Fiorentina en los cuartos de final de la Copa Italia. El 20 de febrero de 2020, Eriksen marcó su primer gol con el club, anotando el primer gol en la victoria a domicilio por 2-0 sobre el Ludogorets Razgrad en la Liga Europa. Marcó su primer gol en la Serie A el 1 de julio en una victoria por 6-0 contra el Brescia. El 21 de agosto, Eriksen jugó en la derrota del Inter por 2-3 ante el Sevilla en la final de la Liga Europa 2020, convirtiéndose en el primer jugador que pierde dos finales consecutivas en las dos grandes competiciones actuales de la UEFA; el año anterior había perdido la final de la Liga de Campeones 2019 con el Tottenham.
En diciembre de 2020, Giuseppe Marotta confirmó que Eriksen había sido añadido a la lista de fichajes para 2021; sin embargo, su compañero de equipo Romelu Lukaku había insinuado previamente que las dificultades de Eriksen en el club italiano se debían a la barrera del idioma.
El 26 de enero de 2021, en los últimos minutos del partido de cuartos de final de la Copa Italia que el Inter disputó contra su rival, el Milán, Eriksen entró en juego con el marcador 1-1. En el séptimo minuto del tiempo de descuento y con el partido aparentemente abocado a la prórroga, Eriksen marcó su primer gol de la temporada de falta directa para ganar el partido para el Inter y clasificarlo para las semifinales. Tras el partido, el entrenador del Inter Antonio Conte dijo que Eriksen seguiría en el club, a pesar de que se le relacionaba con una salida en invierno.
El 17 de diciembre de 2021 el Inter confirma la liberación de su contrato por común acuerdo con el jugador.

### Brentford Football Club
El 31 de enero de 2022 se hizo oficial su fichaje por el Brentford F. C. hasta final de temporada.

### Manchester United
El 15 de julio de 2022, el Manchester United Football Club anunció que había llegado a un acuerdo para fichar a Eriksen con un contrato de tres años. El 28 de julio de 2022, se confirmó que llevaría la camiseta con el número 14.

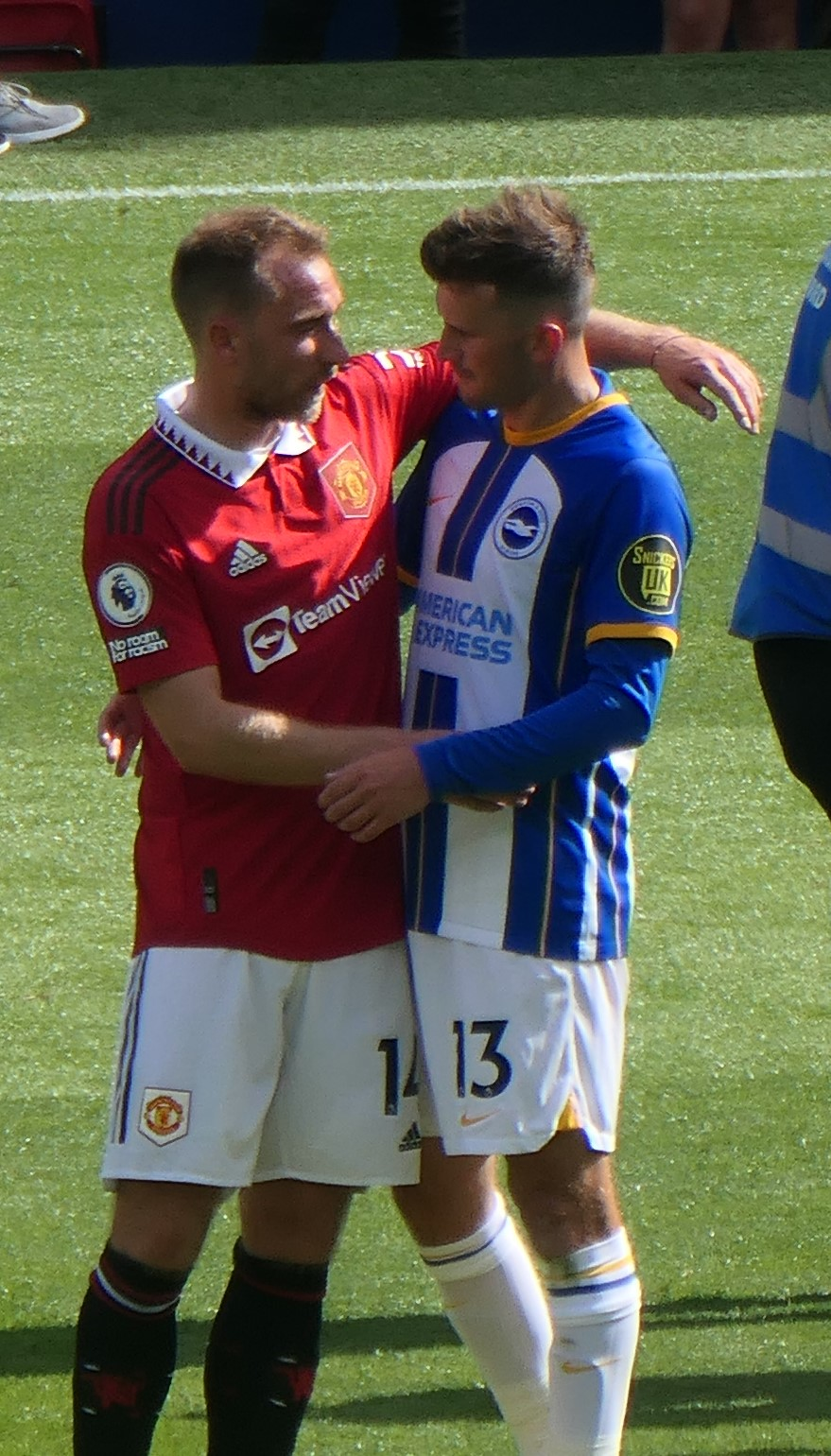
Eriksen junto a Pascal Groß en su debut frente al Brighton & Hove Albion FC (7 de agosto de 2022).

El 7 de agosto, Eriksen debutó con el club en una derrota en casa por 2-1 contra el Brighton & Hove Albion FC en la Premier League. Dio su primera asistencia en una victoria en casa por 3-1 en la liga contra su rival, el Arsenal Football Club, asistiendo el segundo gol de Marcus Rashford. Marcó su primer gol con el club en una victoria como visitante por 2-1 contra el Fulham FC.
A pesar de perderse la final debido a una lesión en el tobillo, Eriksen fue una pieza clave en el equipo del United que ganó la Copa de la Liga de Inglaterra 2022-23, habiendo marcado su primer gol en casa con el club en una victoria por 2-0 en la cuarta ronda contra el Burnley FC en Old Trafford.
Abandonó el club al final de la temporada 2024-25. En la que fue su última campaña en los diablos rojos, participó en 35 partidos entre todas las competiciones, contribuyendo con cinco goles y cinco asistencias. A lo largo de sus tres temporadas en Old Trafford, disputó un total de 107 partidos y marcó ocho goles. Su salida se produjo al final de su contrato.

## Selección nacional

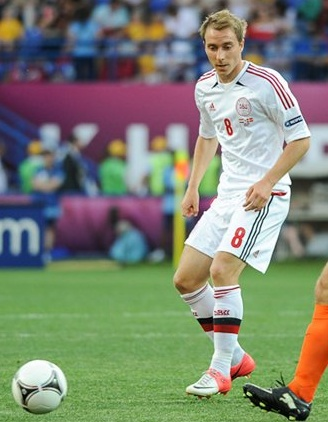
Eriksen jugando con en la Eurocopa 2012

Eriksen recibió su primera convocatoria con la selección absoluta de Dinamarca en febrero de 2010, debutando en el partido amistoso de Dinamarca contra Austria en marzo, convirtiéndose en el cuarto internacional absoluto más joven de Dinamarca, siendo el debutante más joven desde Michael Laudrup.
El 28 de mayo de 2010, el seleccionador de Dinamarca, Morten Olsen, anunció que Eriksen formaría parte de la plantilla definitiva de 23 participantes en la Copa Mundial de la FIFA Sudáfrica 2010. Fue el jugador más joven que participó en el torneo. En el Mundial, Eriksen jugó dos partidos, contra Países Bajos y Japón, pero Dinamarca no pudo pasar de la fase de grupos.
El 9 de febrero de 2011, en la derrota por 2-1 en un amistoso en casa contra Inglaterra, Eriksen fue nombrado hombre del partido, y fue elogiado por su actuación por varias figuras destacadas del fútbol, como la estrella del Chelsea Frank Lampard, la estrella del Manchester United Rio Ferdinand (en Twitter), el gerente Morten Olsen y varios expertos de los medios de comunicación en Dinamarca e Inglaterra. El 4 de junio de 2011, Eriksen marcó su primer gol con la selección para dar a Dinamarca una ventaja de 2-0 sobre Islandia en su partido de clasificación para la Eurocopa 2012. Con ello, se convirtió en el jugador danés más joven en marcar un gol en la clasificación europea, siendo nueve días más joven que Michael Laudrup cuando marcó su primer gol en 1983.
En los preparativos para la Copa Mundial de la FIFA 2018, Dinamarca quedó encuadrada en el Grupo E de la UEFA junto a selecciones como Polonia y Rumanía. Eriksen desempeñó un papel fundamental durante la campaña de clasificación de su país, en la que marcó ocho goles que permitieron a Dinamarca disputar la repesca contra la República de Irlanda. El partido de ida de la eliminatoria se saldó con un empate en casa (0-0), antes de que Eriksen marcara un triplete en el Estadio Aviva de Dublín en una victoria por 5-1 que dio a Dinamarca un puesto en el Mundial. El triplete de Eriksen elevó su cuenta a 11 goles en la campaña de clasificación, sólo superada por el polaco Robert Lewandowski (16) y el portugués Cristiano Ronaldo (15) en Europa, y le valió los elogios del seleccionador nacional, Åge Hareide, quien afirmó que Eriksen era uno de los 10 mejores jugadores del mundo.
En el primer partido de Dinamarca en el torneo, Eriksen asistió a Yussuf Poulsen para que anotara el único gol en la victoria por 1-0 sobre Perú, antes de marcar su primer gol en el torneo en el empate 1-1 con Australia la semana siguiente. Dinamarca acabó pasando de grupo y quedó emparejada con Croacia en octavos de final. Allí fueron derrotados tras una tanda de penaltis, siendo Eriksen uno de los tres jugadores a los que el portero croata Danijel Subašić detuvo su lanzamiento.
El 9 de septiembre de 2018, Eriksen marcó dos goles en la victoria por 2-0 ante Gales para llevar a Dinamarca a la victoria en el partido inaugural de la Liga B de la Liga de Naciones de la UEFA 2018-19. El 14 de octubre de 2020, Eriksen jugó su partido número 100 con Dinamarca, en el que marcó un penalti en la victoria a domicilio por 1-0 contra Inglaterra en la Liga A de la Liga de las Naciones de la UEFA A 2020-21.

### Paro cardíaco en la Eurocopa 2020
Eriksen fue incluido en la selección de Dinamarca para la Eurocopa 2020 el 25 de mayo de 2021. El 12 de junio de 2021, mientras jugaba el primer partido de la fase de grupos de Dinamarca contra Finlandia en el Parken Stadion de Copenhague, Eriksen se desplomó en el minuto 42 cuando se disponía a recibir un saque de banda. La asistencia médica urgente llegó de inmediato y se le practicó reanimación cardiopulmonar y desfibrilación en el campo antes de que Eriksen fuera retirado del terreno de juego en camilla y se suspendiera el partido. Alrededor de una hora después del incidente, los responsables de la UEFA y de la Federación Danesa de Fútbol confirmaron desde el Rigshospitalet que Eriksen había sido estabilizado y estaba despierto. El partido continuó más tarde, con el resultado de una victoria por 1-0 para Finlandia, con Eriksen elegido por la UEFA como el hombre del partido. El director de la selección danesa, Kasper Hjulmand, y el médico del equipo, Morten Boesen, expresaron posteriormente su pesar por la continuación del partido, aunque el compañero de equipo de Eriksen, Martin Braithwaite, dijo que la decisión era la "menos mala". La decisión de continuar el partido también fue criticada por Peter Schmeichel, padre del portero danés Kasper, quien también afirmó que la UEFA había amenazado al equipo con una derrota por 3-0 si se negaba a terminar el partido más tarde ese mismo día o al día siguiente a mediodía, dejando a los jugadores "sin otra opción" que continuar.
Al día siguiente, Boesen confirmó que Eriksen había sufrido una paro cardiorrespiratorio. El incidente en sí mismo suscitó comparaciones con Fabrice Muamba y Abdelhak Nouri, dos futbolistas profesionales que también se desplomaron durante el juego en circunstancias similares, sufriendo este último una lesión cerebral permanente. El 15 de junio, Eriksen publicó en sus redes sociales una foto suya en el hospital junto con un breve comunicado, en el que afirmaba que estaba "bien dadas las circunstancias". Al día siguiente, se anunció que se le colocaría un dispositivo desfibrilador automático implantable, una decisión que Boesen describió como "necesaria debido a las alteraciones del ritmo" tras su paro cardiorrespiratorio. El 18 de junio, la DBU declaró que Eriksen había sido operado con éxito y recibió el alta del Rigshospitalet. Tras el alta, también se dijo que había visitado a sus compañeros daneses en Elsinor antes de volver a casa con su familia.

### Participaciones en Copas del Mundo
| Mundial                     | Sede      | Resultado        | Partidos | Goles |
| --------------------------- | --------- | ---------------- | -------- | ----- |
| Copa Mundial de Fútbol 2010 | Sudáfrica | Primera fase     | 2        | 0     |
| Copa Mundial de Fútbol 2018 | Rusia     | Octavos de final | 4        | 1     |
| Copa Mundial de Fútbol 2022 | Catar     | Primera fase     | 3        | 0     |

### Participaciones en Eurocopas
| Copa          | Sede     | Resultado        | Partidos | Goles |
| ------------- | -------- | ---------------- | -------- | ----- |
| Eurocopa 2020 | Europa   | Semifinal        | 1        | 0     |
| Eurocopa 2024 | Alemania | Octavos de final | 4        | 1     |

### Goles internacionales
| N.º | Fecha                    | Lugar                                               | Límite | Oponente          | Gol | Resultado | Competición                                          |
| --- | ------------------------ | --------------------------------------------------- | ------ | ----------------- | --- | --------- | ---------------------------------------------------- |
| 1   | 4 de junio de 2011       | Laugardalsvöllur, Reykjavík, Islandia               | 14     | Islandia          | 2-0 | 2-0       | Clasificatorias Euro 2012                            |
| 2   | 10 de agosto de 2011     | Hampden Park, Glasgow, Escocia                      | 15     | Escocia           | 1-1 | 1-2       | Amistoso                                             |
| 3   | 5 de junio de 2013       | Nordjyske Arena, Aalborg, Dinamarca                 | 35     | Georgia           | 2-1 | 2-1       | Amistoso                                             |
| 4   | 14 de agosto de 2013     | Stadion Energa Gdańsk, Gdańsk, Polonia              | 37     | Polonia           | 1-1 | 2-3       | Amistoso                                             |
| 5   | 22 de mayo de 2014       | Nagyerdei Stadion, Debrecen, Hungría                | 43     | Hungría           | 1-1 | 2-2       | Amistoso                                             |
| 6   | 8 de junio de 2015       | Viborg Stadion, Viborg, Dinamarca                   | 52     | Montenegro        | 1-1 | 2-1       | Amistoso                                             |
| 7   | 7 de junio de 2016       | Suita City Football Stadium, Suita, Japón           | 61     | Bulgaria          | 2-0 | 4-0       | 2016 Copa Kirin                                      |
| 8   | 7 de junio de 2016       | Suita City Football Stadium, Suita, Japón           | 61     | Bulgaria          | 3-0 | 4-0       | 2016 Copa Kirin                                      |
| 9   | 7 de junio de 2016       | Suita City Football Stadium, Suita, Japón           | 61     | Bulgaria          | 4-0 | 4-0       | 2016 Copa Kirin                                      |
| 10  | 4 de septiembre de 2016  | Parken Stadium, Copenhague, Dinamarca               | 63     | Armenia           | 1-0 | 1-0       | Clasificación para la Copa Mundial de Fútbol de 2018 |
| 11  | 11 de noviembre de 2016  | Parken Stadium, Copenhague, Dinamarca               | 66     | Kazajistán        | 2-1 | 4-1       | Clasificación para la Copa Mundial de Fútbol de 2018 |
| 12  | 11 de noviembre de 2016  | Parken Stadium, Copenhague, Dinamarca               | 66     | Kazajistán        | 4-1 | 4-1       | Clasificación para la Copa Mundial de Fútbol de 2018 |
| 13  | 6 de junio de 2017       | Brøndby Stadium, Brøndby, Dinamarca                 | 68     | Alemania          | 1-0 | 1-1       | Amistoso                                             |
| 14  | 10 de junio de 2017      | Almaty Central Stadium, Almatý, Kazajistán          | 69     | Kazajistán        | 2-0 | 3-1       | Clasificación para la Copa Mundial de Fútbol de 2018 |
| 15  | 1 de septiembre de 2017  | Parken Stadium, Copenhague, Dinamarca               | 70     | Polonia           | 4-0 | 4-0       | Clasificación para la Copa Mundial de Fútbol de 2018 |
| 16  | 4 de septiembre de 2017  | Vazgen Sargsyan Republican Stadium, Ereván, Armenia | 71     | Armenia           | 2-1 | 4-1       | Clasificación para la Copa Mundial de Fútbol de 2018 |
| 17  | 5 de octubre de 2017     | City Stadium, Podgorica, Montenegro                 | 72     | Montenegro        | 1-0 | 1-0       | Clasificación para la Copa Mundial de Fútbol de 2018 |
| 18  | 8 de octubre de 2017     | Parken Stadium, Copenhague, Dinamarca               | 73     | Rumania           | 1-0 | 1-1       | Clasificación para la Copa Mundial de Fútbol de 2018 |
| 19  | 14 de noviembre de 2017  | Aviva Stadium, Dublín, Irlanda                      | 75     | Irlanda           | 2-1 | 5-1       | Clasificación para la Copa Mundial de Fútbol de 2018 |
| 20  | 14 de noviembre de 2017  | Aviva Stadium, Dublín, Irlanda                      | 75     | Irlanda           | 3-1 | 5-1       | Clasificación para la Copa Mundial de Fútbol de 2018 |
| 21  | 14 de noviembre de 2017  | Aviva Stadium, Dublín, Irlanda                      | 75     | Irlanda           | 4-1 | 5-1       | Clasificación para la Copa Mundial de Fútbol de 2018 |
| 22  | 9 de junio de 2018       | Brøndby Stadium, Brøndby, Dinamarca                 | 78     | México            | 2-0 | 2-0       | Amistoso                                             |
| 23  | 21 de junio de 2018      | Cosmos Arena, Samara, Rusia                         | 80     | Australia         | 1-0 | 1-1       | Copa Mundial de Fútbol de 2018                       |
| 24  | 9 de septiembre de 2018  | Ceres Park & Arena, Aarhus, Dinamarca               | 83     | Gales             | 1-0 | 2-0       | Liga de Naciones de la UEFA 2018-19                  |
| 25  | 9 de septiembre de 2018  | Ceres Park & Arena, Aarhus, Dinamarca               | 83     | Gales             | 2-0 | 2-0       | Liga de Naciones de la UEFA 2018-19                  |
| 26  | 21 de marzo de 2019      | Estadio Fadil Vokrri, Pristina, Kosovo              | 86     | Kosovo            | 1-1 | 2-2       | Amistoso                                             |
| 27  | 10 de junio de 2019      | Parken Stadium, Copenhague, Dinamarca               | 89     | Georgia           | 2-1 | 5-1       | Clasificación para la Eurocopa 2020                  |
| 28  | 5 de septiembre de 2019  | Estadio Victoria, Gibraltar                         | 90     | Gibraltar         | 2-0 | 6-0       | Clasificación para la Eurocopa 2020                  |
| 29  | 5 de septiembre de 2019  | Estadio Victoria, Gibraltar                         | 90     | Gibraltar         | 3-0 | 6-0       | Clasificación para la Eurocopa 2020                  |
| 30  | 15 de noviembre de 2019  | Parken Stadium, Copenhague, Dinamarca               | 94     | Gibraltar         | 5-0 | 6-0       | Clasificación para la Eurocopa 2020                  |
| 31  | 15 de noviembre de 2019  | Parken Stadium, Copenhague, Dinamarca               | 94     | Gibraltar         | 6-0 | 6-0       | Clasificación para la Eurocopa 2020                  |
| 32  | 7 de octubre de 2020     | MCH Arena, Herning, Dinamarca                       | 98     | Islas Feroe       | 2-0 | 4-0       | Amistoso                                             |
| 33  | 11 de octubre de 2020    | Laugardalsvöllur, Reikiavik, Islandia               | 99     | Islandia          | 2-0 | 3-0       | Liga de Naciones de la UEFA 2020-21                  |
| 34  | 14 de octubre de 2020    | Estadio de Wembley, Londres, Inglaterra             | 100    | Inglaterra        | 1-0 | 1-0       | Liga de Naciones de la UEFA 2020-21                  |
| 35  | 15 de noviembre de 2020  | Parken Stadium, Copenhague, Dinamarca               | 102    | Islandia          | 1-0 | 2-1       | Liga de Naciones de la UEFA 2020-21                  |
| 36  | 15 de noviembre de 2020  | Parken Stadium, Copenhague, Dinamarca               | 102    | Islandia          | 2-1 | 2-1       | Liga de Naciones de la UEFA 2020-21                  |
| 37  | 26 de marzo de 2022      | Johan Cruyff Arena, Ámsterdam, Países Bajos         | 110    | Países Bajos      | 2-3 | 2-4       | Amistoso                                             |
| 38  | 29 de marzo de 2022      | Parken Stadium, Copenhague, Dinamarca               | 111    | Serbia            | 3-0 | 3-0       | Amistoso                                             |
| 39  | 22 de septiembre de 2022 | Estadio Maksimir, Zagreb, Croacia                   | 116    | Croacia           | 1-1 | 1-2       | Liga de Naciones de la UEFA 2022-23                  |
| 40  | 7 de septiembre de 2023  | Parken Stadium, Copenhague, Dinamarca               | 123    | San Marino        | 4-0 | 4-0       | Clasificación para la Eurocopa 2024                  |
| 41  | 5 de junio de 2024       | Parken Stadium, Copenhague, Dinamarca               | 129    | Suecia            | 2-1 | 2-1       | Amistoso                                             |
| 42  | 16 de junio de 2024      | MHPArena, Stuttgart, Alemania                       | 131    | Eslovenia         | 0-1 | 1-1       | Eurocopa 2024                                        |
| 43  | 15 de octubre de 2024    | Kybunpark, San Galo, Suiza                          | 138    | Suiza             | 2-2 | 2-2       | Liga de Naciones de la UEFA 2024-25                  |
| 44  | 23 de marzo de 2025      | Estádio José Alvalade, Lisboa, Portugal             | 142    | Portugal          | 2-2 | 2-5       | Liga de Naciones de la UEFA 2024-25                  |
| 45  | 7 de junio de 2025       | Parken Stadium, Copenhague, Dinamarca               | 143    | Irlanda del Norte | 2-1 | 2-1       | Amistoso                                             |
| 46  | 10 de junio de 2025      | Odense Stadion, Odense, Dinamarca                   | 144    | Lituania          | 2-0 | 5-0       | Amistoso                                             |

## Estadísticas

### Clubes
Actualizado al último partido disputado el 7 de noviembre de 2024.
| Club                               | Div.          | Temporada     | Liga  | Liga  | Liga   | Copas nacionales | Copas nacionales | Copas nacionales | Copas internacionales | Copas internacionales | Copas internacionales | Total | Total | Total  |
| Club                               | Div.          | Temporada     | Part. | Goles | Asist. | Part.            | Goles            | Asist.           | Part.                 | Goles                 | Asist.                | Part. | Goles | Asist. |
| ---------------------------------- | ------------- | ------------- | ----- | ----- | ------ | ---------------- | ---------------- | ---------------- | --------------------- | --------------------- | --------------------- | ----- | ----- | ------ |
| Ajax de Ámsterdam · Países Bajos · | 1.ª           | 2009-10       | 15    | 0     | 1      | 4                | 1                | 0                | 2                     | 0                     | 0                     | 21    | 1     | 1      |
| Ajax de Ámsterdam · Países Bajos · | 1.ª           | 2010-11       | 28    | 6     | 11     | 7                | 1                | 0                | 12                    | 1                     | 0                     | 47    | 8     | 11     |
| Ajax de Ámsterdam · Países Bajos · | 1.ª           | 2011-12       | 33    | 7     | 18     | 3                | 0                | 0                | 8                     | 1                     | 2                     | 44    | 8     | 20     |
| Ajax de Ámsterdam · Países Bajos · | 1.ª           | 2012-13       | 33    | 10    | 14     | 4                | 2                | 0                | 8                     | 1                     | 5                     | 45    | 13    | 19     |
| Ajax de Ámsterdam · Países Bajos · | 1.ª           | 2013-14       | 4     | 2     | 3      | 1                | 0                | 1                | 0                     | 0                     | 0                     | 5     | 2     | 4      |
| Ajax de Ámsterdam · Países Bajos · | Total club    | Total club    | 113   | 25    | 47     | 19               | 4                | 1                | 30                    | 3                     | 7                     | 162   | 32    | 55     |
| Tottenham Hotspur F. C. Inglaterra | 1.ª           | 2013-14       | 25    | 7     | 8      | 2                | 0                | 0                | 9                     | 3                     | 2                     | 36    | 10    | 10     |
| Tottenham Hotspur F. C. Inglaterra | 1.ª           | 2014-15       | 38    | 10    | 2      | 6                | 2                | 3                | 4                     | 0                     | 0                     | 48    | 12    | 5      |
| Tottenham Hotspur F. C. Inglaterra | 1.ª           | 2015-16       | 35    | 6     | 13     | 5                | 1                | 0                | 7                     | 1                     | 1                     | 47    | 8     | 14     |
| Tottenham Hotspur F. C. Inglaterra | 1.ª           | 2016-17       | 36    | 8     | 15     | 4                | 3                | 6                | 8                     | 1                     | 2                     | 48    | 12    | 23     |
| Tottenham Hotspur F. C. Inglaterra | 1.ª           | 2017-18       | 37    | 10    | 10     | 4                | 2                | 1                | 6                     | 2                     | 1                     | 47    | 14    | 12     |
| Tottenham Hotspur F. C. Inglaterra | 1.ª           | 2018-19       | 35    | 8     | 12     | 4                | 0                | 1                | 12                    | 2                     | 4                     | 51    | 10    | 17     |
| Tottenham Hotspur F. C. Inglaterra | 1.ª           | 2019-20       | 20    | 2     | 2      | 3                | 0                | 0                | 5                     | 1                     | 1                     | 28    | 3     | 3      |
| Tottenham Hotspur F. C. Inglaterra | Total club    | Total club    | 226   | 51    | 62     | 28               | 8                | 11               | 51                    | 10                    | 11                    | 305   | 69    | 84     |
| Inter de Milán · Italia ·          | 1.ª           | 2019-20       | 16    | 1     | 2      | 3                | 1                | 0                | 6                     | 2                     | 1                     | 25    | 4     | 3      |
| Inter de Milán · Italia ·          | 1.ª           | 2020-21       | 26    | 3     | 0      | 4                | 1                | 0                | 4                     | 0                     | 0                     | 34    | 4     | 0      |
| Inter de Milán · Italia ·          | Total club    | Total club    | 42    | 4     | 2      | 7                | 2                | 0                | 10                    | 2                     | 1                     | 59    | 8     | 3      |
| Brentford F. C. Inglaterra         | 1.ª           | 2021-22       | 11    | 1     | 4      | 0                | 0                | 0                | ―                     | ―                     | ―                     | 11    | 1     | 4      |
| Brentford F. C. Inglaterra         | Total club    | Total club    | 11    | 1     | 4      | 0                | 0                | 0                | 0                     | 0                     | 0                     | 11    | 1     | 4      |
| Manchester United F. C. Inglaterra | 1.ª           | 2022-23       | 28    | 1     | 8      | 8                | 1                | 0                | 8                     | 0                     | 2                     | 44    | 2     | 10     |
| Manchester United F. C. Inglaterra | 1.ª           | 2023-24       | 22    | 1     | 2      | 2                | 0                | 0                | 4                     | 0                     | 1                     | 28    | 1     | 3      |
| Manchester United F. C. Inglaterra | 1.ª           | 2024-25       | 7     | 0     | 0      | 1                | 2                | 1                | 4                     | 2                     | 2                     | 12    | 4     | 3      |
| Manchester United F. C. Inglaterra | Total club    | Total club    | 57    | 2     | 10     | 11               | 3                | 1                | 16                    | 2                     | 5                     | 84    | 7     | 16     |
| Total carrera                      | Total carrera | Total carrera | 449   | 83    | 125    | 65               | 17               | 13               | 107                   | 18                    | 24                    | 621   | 117   | 162    |

### Hat-tricks
| 7 de junio de 2016      | Dinamarca - Bulgaria |  | 4 - 0 | Amistoso internacional       |
| 14 de noviembre de 2017 | Irlanda - Dinamarca  |  | 1 - 5 | Repesca para el Mundial 2018 |

## Vida personal
Tiene tres hijos: Luise, Thomas y Dorthe Eriksen. Su hermana menor, Louise Eriksen, también juega al fútbol y es la capitana del KoldingQ en la Elitedivisionen.

## Palmarés

### Títulos nacionales
| Título                        | Club              | País         | Año  |
| ----------------------------- | ----------------- | ------------ | ---- |
| Copa de los Países Bajos      | Ajax de Ámsterdam | Países Bajos | 2010 |
| Eredivisie                    | Ajax de Ámsterdam | Países Bajos | 2011 |
| Eredivisie                    | Ajax de Ámsterdam | Países Bajos | 2012 |
| Eredivisie                    | Ajax de Ámsterdam | Países Bajos | 2013 |
| Supercopa de los Países Bajos | Ajax de Ámsterdam | Países Bajos | 2013 |
| Serie A                       | Inter de Milán    | Italia       | 2021 |
| Copa de la Liga               | Manchester United | Inglaterra   | 2023 |
| FA Cup                        | Manchester United | Inglaterra   | 2024 |

### Distinciones individuales
| Distinción                                         | Año  |
| -------------------------------------------------- | ---- |
| MVP contra Australia en la Copa Mundial de Fútbol. | 2018 |